# علاءالدین خلجی
علی گرشاسب مشهور به علاءالدین خلجی پادشاه ترک-افغان دودمان خلجی بود که از سال ۱۲۹۶ تا ۱۳۱۶ میلادی بر بخش‌هایی از هند حکومت کرد. او قدرتمندترین و بزرگ‌ترین حاکم خاندان خلجی بود و قلمرو فرمانروایی خود را چهار برابر افزایش داد. وی در متون تاریخی هند به اسکندر ثانی مشهور است. پیروان مذاهب هندو او را شخصیتی «خونخوار، چپاولگر، حریص و جاه‌طلب» می‌دانند.
بر اساس زندگی سلطان علاءالدین فیلم بالیوودی به نام پادماواتی ساخته شده است که مورد اعتراضات بسیار توسط هندوهای تندرو و مسلمانان واقع شد، هندوها معتقد بودند شخصیت این پادشاه در این فیلم تلطیف شده در حالیکه مسلمانان معتقد بودند این فیلم بیش از حد به تخریب چهره علاءالدین پرداخته است.
به هر شکل سلطان علاءالدین خلجی یکی از جنجالی‌ترین چهره‌های هندوستان است، برخی او را فردی خشن و خونریز توصیف کرده‌اند و برخی نیز او را فردی شجاع و کشورگشا دانسته و اتهاماتی که به وی منصوب شده را تخریب چهره او عنوان می‌کنند.
بر سر این شخصیت درگیری‌هایی روی داده است. مسلمانان معتقدند رسانه‌های هندو تخریب گسترده چهره این سلطان مسلمان را با اتهام‌زنی در فیلم‌ها در دستور کار دارند. اما هندوها معتقدند مسلمانان به دلایل مذهبی واقعیت‌ها را نمی‌پذیرند.
وی بر نواحی شمالی شبه جزیره هند حکومت می‌کرد و دهلی را به عنوان پایتخت برگزیده بود. وی در همان شهر تاجگذاری کرد و پس از مسمومیت در همان‌جا نیز دفن شد.

## برگزیدن لقب سکندر ثانی
سلطان علاءالدین پس از کسب ثروت و قدرت مغرور شد و بر آن شد که مانند اسکندر مقدونی دست به جهانگشایی بزند. از این‌رو خود را اسکندر ثانی خواند و در خطبه و سکه او را چنین نامیدند. یکی از امرا به سلطان علاءالدین پیشنهاد کرد، برای تحکیم دین اسلام به غزای با کفار بپردازد و مناطق جنوبی هندوستان، مانند رنتهنبور، جالور، چندیری و مناطق شرقی و مناطق شمالی یعنی لَغمان و کابل را تصرف کند. همچنین در برابر حملات مغولان، دیبال‌پور و ملتان را مستحکم نماید.

## نگارخانه

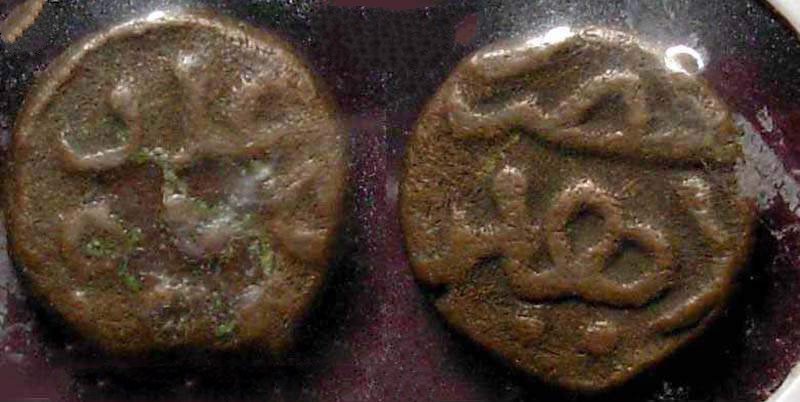
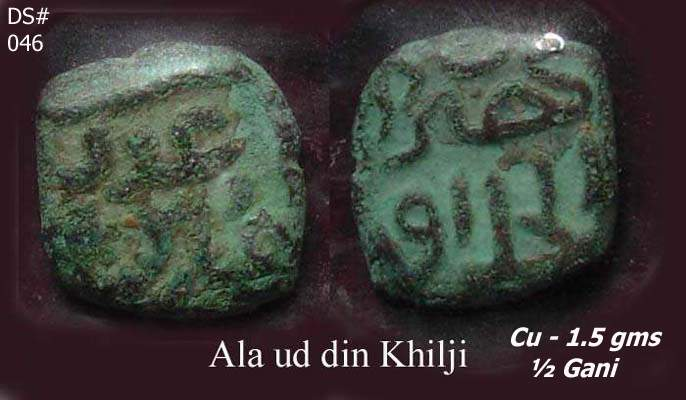
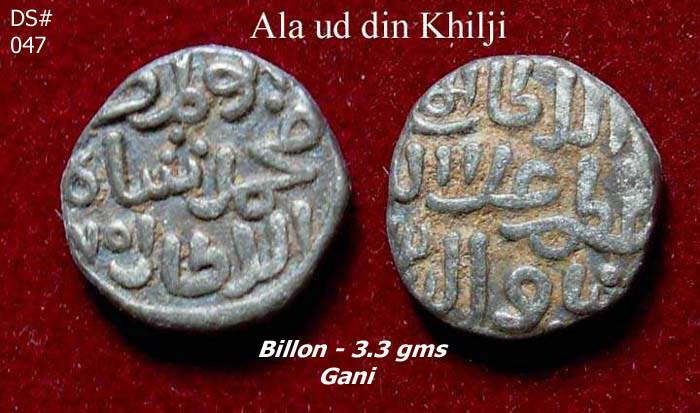
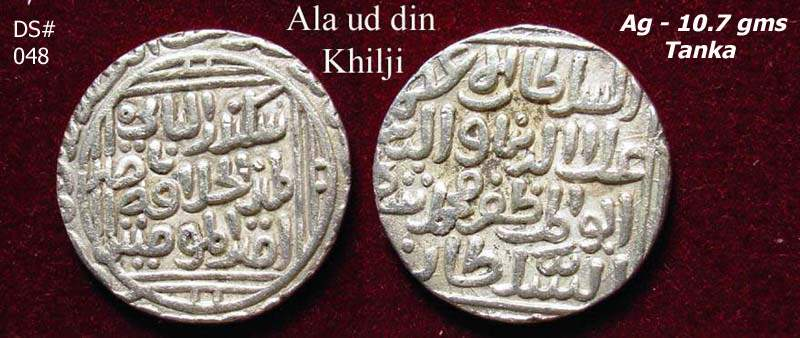
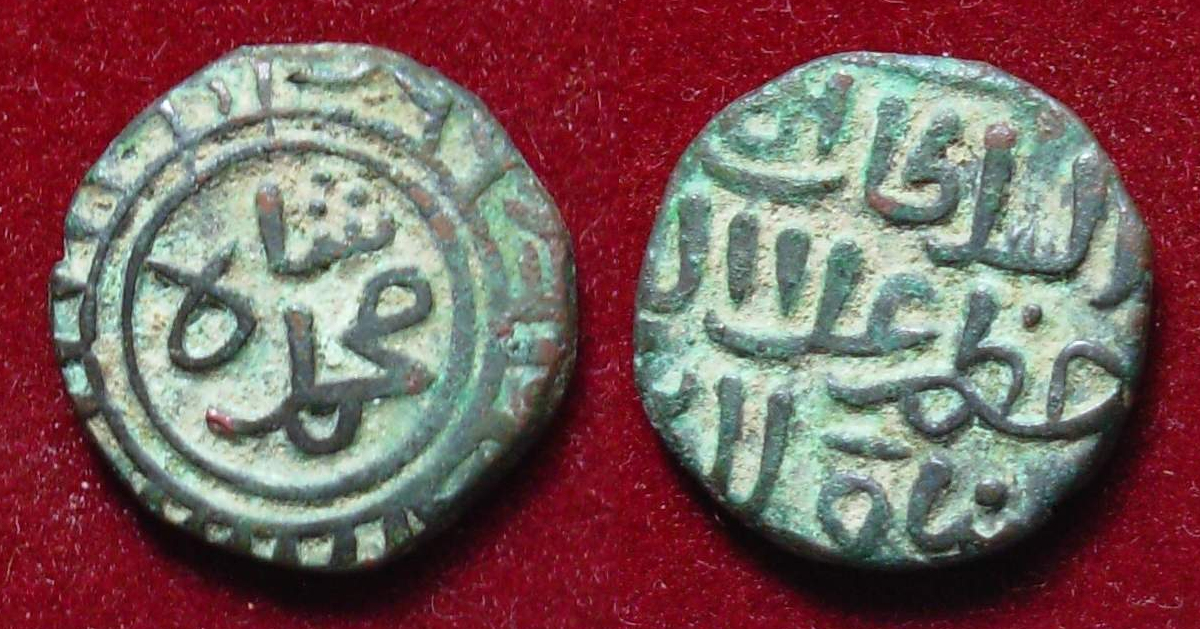
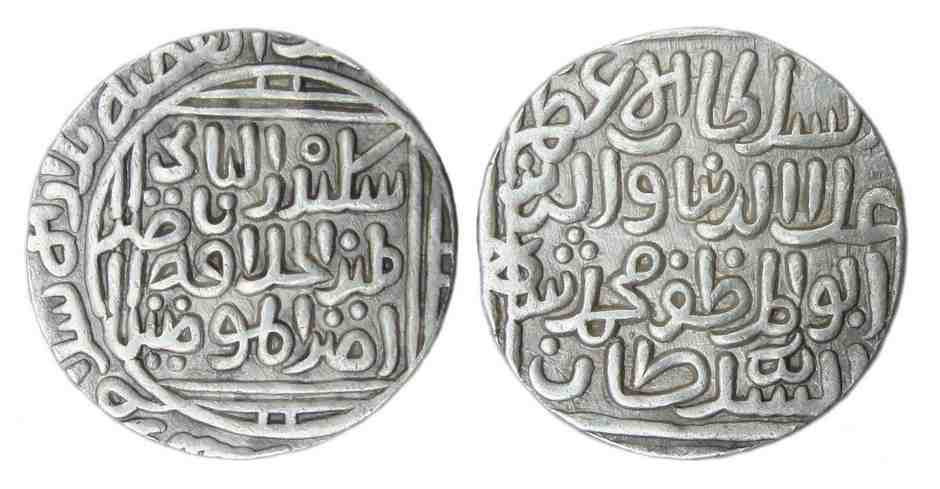
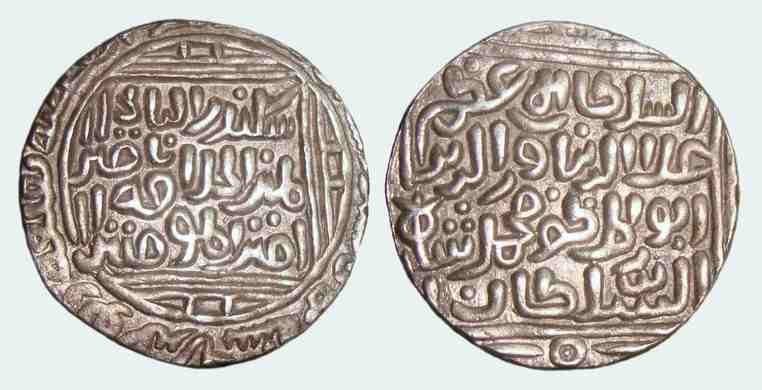